# Aero Spacelines Pregnant Guppy
Aero Spacelines Pregnant Guppy je bilo veliko štirimotorno propelersko letalo za prevoz tovorov velikih dimenzij. Letalo je uporabljala NASA za prevoz komponent v programu Apollo. Pregnant Guppy je vplivala tudi na razvoj podobnih reaktivnih letal Airbus Beluga in Boeing 747 LCF.

## Specifikacije
Podatki iz Janes All The Worlds Aircraft 1965
Splošne karakteristike
- Posadka: 3
- Dolžina: 127 ft 0 in (38,71 m)
- Razpon kril: 141 ft 3 in (43,05 m)
- Višina: 38 ft 3 in (11,66 m)
- Površina kril: 1769 ft² (164,35 m²)
- Teža praznega letala: 91000 lb (41275 kg)
- Naložena teža: 141000 lb (63945 kg)
- Maks. vzletna teža: 141000 lb (63945 kg)
- Pogon letala: 4 ×  radialni motor Pratt & Whitney R-4360-59 "Wasp Major", 3500 KM (2611 kW)  vsak

 Zmogljivost 
- Maks. hitrost: 320 mph (515 km/h)
- Potovalna hitrost: 235 mph (378 km/h)